# Vatica cuspidata
Espèce
Classification phylogénétique
Statut de conservation UICN

 NT  : Quasi menacé
 Vatica cuspidata est un arbre sempervirent endémique de Malaisie péninsulaire.

## Répartition
Endémique aux forêts des collines de la péninsule malaise.

## Préservation
Espèce menacée par la déforestation et l'exploitation forestière.